# Racconti di Cornell Woolrich
I titoli alternativi sono indicati fra parentesi.

## 1926-1929
Honey Child, 1926
Dance It Off!, 1926
Bread and Orchids, 1927
The Gate Crasher, 1927
The Drugstore Cowboy, 1927
Mother and Daughter, 1928
The Good Die Young, 1928
Bluebeard's Thirteenth Wife, 1929

## 1930-1933
Gay Music, 1930
Soda-Fountain Saga, 1930, rivisto in Soda Fountain
Cinderella Magic, 1930
The Girl in the Moon, 1931
Orchids and Overalls, 1933
Women Are Funny, 1933

## 1934-1937
- Between the Acts, 1934
- Insult (col nome Ted Brooks), 1934
- The Next Is On Me, 1934
- Death Sits in the Dentist's Chair, 1934 (tit.alt. Hurting Much?)
  - La morte sulla poltrona del dentista, in Incubo ed altre storie, GM 2114, 6 agosto 1989
- The Very First Breakfast, 1934
- Walls That Hear You, 1934
- Preview of Death, 1934 (rivisto e ripubblicato col titolo Murder Before the Camera), (tit.alt. Screen Test)
  - Provino, in Per l'ultima volta, Kathleen, GM 2321, 25 luglio 1993
- Murder in Wax, 1935 (base per The Black Angel)
- The Body Upstairs, 1935 (tit.alt.: The Body in the Bathtub)
  - Il cadavere al piano di sopra, EQEG, 1994
- Spanish - And What Eyes!, 1935
- Kiss of the Cobra, 1935
  - Il bacio del cobra, in Musica dalle tenebre, Mondadori, 1982
- Don't Fool Me, 1935
- Music from the Dark, 1935 (tit.alt.: "Dark Melody of Madness" , "Papa Benjamin")
  - Musica dalle tenebre, in Musica dalle tenebre, Mondadori, 1982
- Red Liberty, 1935 (tit.alt.: "The Corpse in the Statue of Liberty" , "Mystery in the Statue of Liberty")
  - Un cadavere nella Statua della Libertà, CGM n.287 24 ottobre 1965
  - Mistero nella Statua della Libertà, in appendice a I peccati non muoiono mai, di Mildred Davis, GM n.1421, 1976
- Clip-Joint, 1935
- The Corpse and the Kid[1], 1935 (tit.alt. "Blind Date", e "Boy with Body")
  - L'appuntamento, REQ n.7, 1956
  - Il cadavere nel tappeto, in Per l'ultima volta, Kathleen, GM 2321, 25 luglio 1993
- No Kick Coming, 1935
- Flower in His Buttonhole, 1935
- Annabelle Gets Across, 1935
- Dead on Her Feet, 1935
  - La morte a passo di danza, in Vortice di paura, Mondadori, 1987
- The Death of Me, 1935
  - La mia morte, EQIG 1987-1988
- The Showboat Murders, 1935
- Hot Water, 1935
- Baal's Daughter, 1936
- Cigarette, 1936
  - La sigaretta, in New York Blues, 2006
- Change of Murder, 1936
  - L'alibi non funziona, Giallo Selezione n.87
  - Un delitto vale l'altro, in L'impronta dell'assassino, GM n.2269, 1992, GM n.1409, 2018
- One Night in Montreal, 1936 (tit.alt.: "Crime on St. Catherine Street", e "All It Takes Is Brain")
  - Quello che conta è avere cervello, GM n.946, 1967
  - Una notte a Montreal, in Sei notti di mistero, GM 2201, 1991
- Pick Up the Pieces, 1936
- Blood In Your Eye, 1936
- The Clock at the Astor, 1936
- The Living Lie Down with the Dead, 1936 (tit.alt. One Night to Be Dead Sure Of)
  - Notte d'incubo, in Per l'ultima volta, Kathleen, GM 2321, 25 luglio 1993
- The Night Reveals, 1936
  - I segreti della notte, in Apocalisse gialla, Mondadori, 1974 , in Ossessione, Mondadori 1990
  - tit.alt.: La casa brucia, La notte rivela, Lo zolfanello, Madre follia
- The Mystery of the Blue Spot, 1936 (tit.alt. Death in Three-Quarter Time)
- Johnny On the Spot, 1936
  - Johnny, subito!, GEQ n.22, 1951
  - Implorerai la morte, REQ n.15, 1957
  - Il suo uomo, in Angeli nel buio, Mondadori, 1978
- Double Feature, 1936 (tit.alt.: The Most Exciting Show in Town)
  - Lo spettacolo più emozionante, CGM n.231-232, 1963
  - Fuori programma, in Apocalisse gialla, Mondadori, 1974
  - Doppio spettacolo, in New York Blues, Feltrinelli, 2006
- Nine Lives, 1936
- His Name Was Jack, 1936
- Dilemma of the Dead Lady, 1936 (tit.alt.: "Wardrobe Trunk" e "Passy")
  - La collana di perle, in L'ultimo strip-tease, GM 2425, 23 luglio 1995
- Evil Eye, 1936
- One Night in Paris, 1936 (tit.alt.: Underworld Trail)
  - Una notte a Parigi, in Sei notti di mistero, GM 2201, 1991
- One and a Half Murders, 1936
  - Un delitto e mezzo, in Vortice di paura, Mondadori, 1987
- The Night I Died, 1936
  - La notte in cui morii, EQEG, 1970
- Murder on My Mind, 1936 (revisionato come Morning After Murder, 1952)
  - La mattina dopo il delitto, in La settima moglie di Barbablù, GM 2369, 26 giugno 1994
  - La mattina dopo l'omicidio, in Questa notte, da qualche parte a New York, Kowalski, 2009
- Bluebeard's Seventh Wife, 1936
  - La settima moglie di Barbablù, GM 2369, 26 giugno 1994
- You Pay Your Nickel!, 1936 (tit.alt. The Phantom of the Subway)
- Gun for a Gringo, 1936
- Murder in the Middle of New York, 1936 (tit.alt. Right in the Middle of New York)
- Death in the Air, 1936
  - Morte nell’aria, in Vortice di paura, Mondadori, 1987
- Public Toothache Number One, 1936
- Afternoon of a Phony, 1936
  - Il pomeriggio di un truffatore, in appendice a Buon anno, Marlene, di George Baxt, GM n.2344, 2 gennaio 1994
- Holocaust, 1936
- The Two Deaths of Barney Slabaugh, 1936
  - Le due morti di Barney Slabaugh, in Le due morti di Barney Slabaugh, GM 2587, 30 agosto 1998
- Heavy Sugar, 1937
  - Zucchero pesante, in Se i morti potessero parlare, GM 2476, 14 luglio 1996
  - Zucchero indigesto, in New York Blues, Feltrinelli, 2006
- Jimmy Had a Nickel, 1937
- Shooting Going On, 1937
- The Corpse Next Door, 1937
  - Il cadavere della porta accanto, in Vortice di paura, Mondadori, 1987
- Murder on the Night Boat, 1937
- Blue is for Bravery, 1937 (tit.alt. Invitation to Sudden Death)
  - Blu sta per coraggio, in New York Blues, Feltrinelli, 2006
- Speak to Me of Death, 1937 (base per Night Has a Thousand Eyes)
  - Nelle fauci del leone, in Musica dalle tenebre, Mondadori, 1982
- I'll Never Play Detective Again, 1937
  - Un mazzo di rose rosse, in L'impronta dell'assassino, GM n.2269, 1992, GM n.1409, 2018
- The Humming Bird Comes Home, 1937 (tit.alt. The Humming Bird)
  - Gli occhi dell’anima, in Apocalisse gialla, Mondadori, 1974
- Round Trip to the Cemetery, 1937
- Death in Round Three, 1937
  - Morte al terzo round, in Gli occhi che parlano, GM n.2527, 1997
- Kidnapped!, 1937
- Blind Date with Death, 1937
- Graves for the Living, 1937
  - Tombe per i vivi, in Vortice di paura, Mondadori, 1987
- Mimic Murder, 1937
- Wake Up With Death, 1937
  - Risveglio, in Se i morti potessero parlare, GM 2476, 14 luglio 1996
- Your Own Funeral, 1937 (tit.alt.: That's Your Own Funeral)
  - Funerale, in Le due morti di Barney Slabaugh, GM 2587, 30 agosto 1998
- The Girl Next Door, 1937
- Clever, These Americans, 1937
- If I Should Die Before I Wake, 1937
  - Se dovessi morire prima di svegliarmi, in L'impronta dell'assassino, GM n.2269, 1992, GM n.1409, 2018
- Vision of Murder, 1937
- Black Cargo, 1937
- Somebody on the Phone, 1937
  - Qualcuno al telefono, in Apocalisse gialla, Mondadori, 1974
- Murder at the Automat, 1937
  - Delitto al ristorante, in Vortice di paura, Mondadori, 1987
- Nellie from Zelli's, 1937 (tit.alt. Death Along the Champs-Elysées)
- Taxi Dance Murder, 1937
- Murder Story, 1937
  - in Ossessione, Mondadori, 1990
- You Bet Your Life, 1937 (tit.alt. Don't Bet on Murder)
  - Giocarsi la pelle, in L'ultimo strip-tease, 1995
  - Puoi scommetterci la pelle, in New York Blues, Feltrinelli, 2006
- One Night in New York, 1937 (tit.alt.: "Face Work" , "Angel Face")
  - Faccia d'angelo, EQEG, 1973
  - Una notte a New York, in Sei notti di mistero, GM 2201, 1991
- Don’t Wait Up for Me Tonight, 1937 (tit.alt.: Goodbye, New York)
  - Non aspettarmi stanotte, CGM n.256, 1964
  - Addio, New York, EQEG, 1974
- I Knew Her When, 1937
- Stuck With Murder, 1937
- The Lie, 1937
  - Fin troppo vero, in appendice a La posta in gioco, di Doris Miles Disney, GM 1296, 2 dicembre 1973
- Cab, Mister?, 1937
  - Taxi Girl, in Gli occhi che parlano, GM n.2527, 1997
- Waltz, 1937
  - L'ultimo valzer, in Angeli nel buio, Mondadori, 1978
- I'm Dangerous Tonight, 1937
  - Sono pericolosa stasera, in Musica dalle tenebre, Mondadori, 1982
- Oft in the Silly Night, 1937
- Dusk to Dawn, 1937
  - Dal crepuscolo all’alba, in Vortice di paura, Mondadori, 1987
- The Gun But Not the Hand, 1937
- The Lamp of Memory, 1937 (tit.alt.: "Guns, Gentlemen" , "Twice Trod Path")
  - La lampada della memoria, in Musica dalle tenebre, Mondadori, 1982

## 1938-1939
- After-Dinner Story, 1938
  - Morte in ascensore, in Ossessione, Mondadori, 1990 (tit.alt.: Reo confesso)
- You Take Ballistics, 1938
  - Un problema di balistica, in Per l'ultima volta, Kathleen, GM 2321, 25 luglio 1993
- Death in the Yoshiwara, 1938 (tit.alt. The Hunted, 1953)
  - La fuga, in Gli occhi che parlano, GM n.2527, 1997
  - Morte a Yoshiwara, in New York Blues, Feltrinelli, 2006
- The Dancing Detective, 1938 (tit.alt.: Dime a Dance)
  - Il detective danzante, EQIG, 1973, e in La luce alla finestra, Mondadori, 1992
- Never Kick a Dick, 1938
- Wild Bill Hiccup, 1938
- Endicott's Girl, 1938
  - La ragazza di Endicott, in Se i morti potessero parlare, GM 2476, 14 luglio 1996
  - La figlia di Endicott, in Giallo a tempo di swing, Feltrinelli, 2007
- Jane Brown's Body, 1938
  - Il corpo di Jane Brown, in Musica dalle tenebre, Mondadori, 1982
- The Towel, 1938
- I Wouldn't Be in Your Shoes, 1938
  - L'impronta dell'assassino, in L'impronta dell'assassino, GM n.2269, 1992, GM n.1409, 2018
- The Cape Triangular, 1938
  - Il capo triangolare, in Delitto in prestito e altre storie, GM 2141, 1990
- Short Order Kill, 1938 (tit.alt. "Flat Tire" , "You Forgot the Whole")
  - Quella gomma sgonfiata, in Il romanzo per tutti (Corriere della Sera) anno X, 2, 1954
- Mamie 'n' Me, 1938
  - Mamie e io, in Vortice di paura, Mondadori, 1987
- The Room With Something Wrong[2], 1938 (tit.alt. "The Suicide Room" , "The Murder Room" , Mystery in Room 913)
  - La stanza maledetta, in Incubo ed altre storie, GM 2114, 6 agosto 1989
- Deserted!, 1938
- The Woman's Touch, 1938
- Detective William Brown, 1938
  - Agente investigativo William Brown, in Delitto in prestito e altre storie, GM 2141, 1990
  - in Giallo a tempo di swing, Feltrinelli, 2007
- I Hereby Bequeath, 1938
- Three O'Clock, 1938
  - Alle tre in punto, in L'impronta dell'assassino, GM n.2269, 1992, GM n.1409, 2018
- Debt of Honor, 1938 (tit.alt. "I.O.U. - One Life")
  - Debito d’onore, in Apocalisse gialla, Mondadori, 1974
- The Screaming Laugh, 1938
  - Risata fatale, in Vortice di paura, Mondadori, 1987
- Leg Man, 1938
  - Per un bicchiere in più, in Inverno giallo, Mondadori, 1972
- The Invincibles, 1939
- Silhouette, 1939
  - in La settima moglie di Barbablù, GM 2369, 26 giugno 1994
- The Eye of Doom, 1939 (in 4 parti, assemblate poi in La pietra maledetta nel 1960)
- The Dog With the Wooden Leg, 1939
  - Il cane dalla gamba di legno, in L'ultimo strip-tease, GM 2425, 23 luglio 1995
- The Hat, 1939 (tit.alt.: "The Counterfeit Hat" , "The Singing Hat")
  - Il cappello, in La settima moglie di Barbablù, GM 2369, 26 giugno 1994
- Those Who Kill, 1939
- The Case of the Killer Diller, 1939
  - Pezzo forte per l’assassino, in Giallo a tempo di swing, Feltrinelli, 2007
- Borrowed Crime, 1939
  - Delitto in prestito, in Delitto in prestito e altre storie, GM 2141, 1990
- Charlie Won't Be Home Tonight, 1939
  - Stanotte, Charlie non sarà a casa, EQEG, 1971
- The Street of Jungle Death, 1939 (base per Black Alibi)
- The Book That Squealed, 1939 (tit.alt. Library Book)
  - Il libro che strillava, in Angeli nel buio, Mondadori, 1978
- Steps Going Up, 1939 (tit.alt.: "Men Must Die" , "Guillotine")
  - Gli scalini del patibolo, in Apocalisse gialla, Mondadori, 1974 (tit.alt.: Il boia sul patibolo)
  - Gli scalini del patibolo, in Delitti in tribunale, Gli speciali del Giallo Mondadori n.75, aprile 2015
- Vampire's Honeymoon, 1939
- The Case of the Talking Eyes, 1939 (tit.alt.: "The Talking Eyes" , "Eyes That Watch You")
  - Gli occhi che parlano, GM n.1398, 1975
- Crime By the Forelock, 1939
- One Night in Chicago, 1939 (tit.alt.: Collared)
  - Una notte a Chicago, in Sei notti di mistero, GM 2201, 1991 (tit.alt.: La pupa del gangster)
- You'll Never See Me Again, 1939 (tit.alt. The Room That Wasn't Restful)
  - Non mi vedrai mai più, in Vortice di paura, Mondadori, 1987
- Through a Dead Man's Eye, 1939
  - L'occhio di vetro, EQEG, 1968
  - Attraverso l'occhio di un morto, in La settima moglie di Barbablù, GM 2369, 26 giugno 1994
  - L’occhio del morto, in Giallo a tempo di swing, Feltrinelli, 2007

## 1940-1942
- Senor Flatfoot, 1940 (tit.alt. One Night in Zacamoras)
  - Una notte a Zacamoras, in Sei notti di mistero, GM 2201, 1991
- Death in Duplicate, 1940 (tit.alt. The Ice Pink Murders)
  - I delitti del punteruolo, in Se i morti potessero parlare, GM 2476, 14 luglio 1996
- All At Once, No Alice, 1940
  - E di colpo Alice scompare, EQEG, 1972
- Post Mortem, 1940 (tit.alt. Death Wins the Sweepstakes)
  - La morte vince alla lotteria, in L'ultimo strip-tease, GM 2425, 23 luglio 1995
- One Last Night[3], 1940 (tit.alt. Murder in the Dark Blue Night) rivisto in I'll Take You Home, Kathleen
  - Per l'ultima volta, Kathleen, in Per l'ultima volta, Kathleen, GM 2321, 25 luglio 1993
- Meet Me By the Mannequin, 1940
  - Il manichino che sorrideva, in Angeli nel buio, Mondadori, 1978
  - Il manichino, GM n.1745, 1982
- Finger of Doom, 1940 (tit. alt.: "I Won't Take a Minute" , "I'll Just Be a Minute" , "Wait for Me Downstairs")
  - Il tredicesimo giorno, in Apocalisse gialla, Mondadori, 1974
- Cinderella and the Mob, 1940
  - Cenerentola e la gang, EQEG, 1966
- Flowers from the Dead, 1940
- The Red Tide, 1940 (rivisto in Last Night a Man Died)
  - Fino alla fine, in Vortice di paura, Mondadori, 1987
  - L'ultima notte, in Gli occhi che parlano, GM n.2527, 1997
- C-Jag, 1940 (tit.alt.: "Cocaine" , "Dream of Death" , "Just Enough to Cover a Thumbnail")
  - Cocaina, EQIG, 1991-1992
- The Detective's Dilemma, 1940 (tit.alt.: Only One Grain More)
  - Sangue blu, EQIG 1978-79
  - Dilemma, in La luce alla finestra, Mondadori, 1992
- The Riddle of the Redeemed Dips, 1940
  - Delitto all'opera, in Le due morti di Barney Slabaugh, GM 2587, 30 agosto 1998
- Murder Always Gathers Momentum, 1940 (tit.alt.: "Momentum" , "Murder Is a Snowball")
  - Il treno per l'inferno, EQIG 1975-76
- And So to Death, 1941 (tit.alt. Nightmare)
  - Incubo, in Incubo ed altre storie, GM 2114, 6 agosto 1989
- He Looked Like Murder, 1941 (tit.alt. "Accessory to Murder" , "Two Fellows in a Furnished Room")
  - Due amici in una camera ammobiliata, in La luce alla finestra, Mondadori, 1992
- U, As In Murder, 1941 (tit.alt. Murder with a U)
- Of Time and Murder, 1941 (tit.alt. The Last Bus Home)
- Cool, Calm and Collected, 1941 (tit.alt. The Absent-Minded Murder)
  - Distrazione fatale, in Se i morti potessero parlare, GM 2476, 14 luglio 1996
- The Case of the Maladroit Manicurist, 1941
  - Il caso della manicure sbadata, in Le due morti di Barney Slabaugh, GM 2587, 30 agosto 1998
- Marihuana, 1941
  - in Ossessione, Mondadori, 1990 (tit.alt.: È arrivato l'esattore)
- Crazy House, 1941
- The Fatal Footlights, 1941 (tit.alt. "Death at the Burlesque" , "Death along 42nd Street" , e forse "Gilt Edged Murder")
  - L'ultimo strip-tease, in L'ultimo strip-tease, 1995
  - Ribalta fatale, in Giallo a tempo di swing, Feltrinelli, 2007
- The Customer's Always Right, 1941 (tit.alt. The Fingernail)
  - Il cofanetto cinese (come William Irish), Segretissimo 31, 14 luglio 1963
  - Il cliente ha sempre ragione, Giallo Selezione n.88, 15 agosto 1964
  - Il dito del criminale (come William Irish), "ll Giorno", X, 50, 28 febbraio 1965
  - L'unghia, in La luce alla finestra, Mondadori, 1992
- Murder at Mother's Knee, 1941 (tit.alt. "Something That Happened in Our House" , "Murder Does Its Homework")
  - Compito in classe, in Angeli nel buio, Mondadori, 1978
- It Had to Be Murder, 1942, rinominato Rear Window nel 1944 (La finestra sul cortile)
  - La finestra sul cortile, in Ossessione, Mondadori, 1990
- Dormant Account, 1942 (tit.alt.: Chance)
  - I quattrini fanno gola, Oscar del Giallo n.1, Editrice R.M. (dicembre 1965)
  - Conto inattivo, in Delitto in prestito e altre storie, GM 2141, 1990
- Three Kills for One, 1942 (tit.alt. "Double Jeopardy" , "The Loophole" , "Two Murders, One Crime")
  - La scappatoia, in L'impronta dell'assassino, GM n.2269, 1992, GM n.1409, 2018
  - Tre omicidi per uno, in Giallo a tempo di swing, Feltrinelli, 2007
- Implacable Bequest[4], 1942 (tit. alt. Bequest)
  - Una strana eredità, in Per l'ultima volta, Kathleen, GM 2321, 25 luglio 1993
- Orphan Ice, 1942 (tit.alt. The Orphan Diamond)
  - Il caso del diamante orfano, in Se i morti potessero parlare, GM 2476, 14 luglio 1996
- Havana Night, 1942
- The Hopeless Defense of Mrs. Dellford[5], 1942, rivisto in "The Town Says Murder" e "That New York Woman"
  - Quella donna di New York, CGM 247
  - La disperata difesa della signora Dellford, in Per l'ultima volta, Kathleen, GM 2321, 25 luglio 1993

## 1943-1950
- The Body in Grant's Tomb, 1943 (tit.alt. The Case of the Body in Grant's Tomb)
  - Il cadavere nella tomba del presidente Grant, GEQ 5 (1950)
  - Il cadavere nella tomba di Grant, EQAG 1977
  - Il cadavere nella tomba di Grant, in Tre casi per le signorine omicidi (con racconti anche di Rinehart e Palmer), Speciali GM 28, Maggio 2001
- The Death Stone, 1943 (tit.alt.: "The Earring" , "Double Life" , "The Blood Stone")
  - L'orecchino (come William Irish), REQ 1, 3 marzo 1956
  - L'orecchino, EQIG 1971
  - L'orecchino di smeraldo, "Annabella", XXXV, 39, 28 setternbre 1967
  - La pietra della morte, in Se i morti potessero parlare, GM 2476, 14 luglio 1996
- If the Dead Could Talk, 1943
  - Se potessero parlare, "Novella", XXVII, 48, 1º dicembre 1946
  - Se i morti potessero parlare, REQ 9, 3 novembre 1956
  - Se il morto potesse parlare (come William Irish), SGR 32, 28 luglio 1963
  - Se i morti potessero parlare, in Se i morti potessero parlare, GM 2476, 14 luglio 1996
- The Death Rose, 1943
  - Le rose morte, in L'ultimo strip-tease, 1995
  - Rosa di morte, in New York Blues, Feltrinelli, 2006
- If the Shoe Fits, 1943
  - La scarpa, in Le due morti di Barney Slabaugh, GM 2587, 30 agosto 1998
- The Death Diary, 1943
  - Diario tragico, Giallo Selezione n.82
- Mind Over Murder, 1943 (tit.alt. A Death Is Caused)
  - Le amiche, in Angeli nel buio, Mondadori, 1978
- Come Witness My Murder, 1943
- Leg Man, 1943
  - Notte a Brooklyn, CGM, 1961
  - Per un bicchiere in più, EQIG, 1972
  - Galoppino, in La luce alla finestra, Mondadori, 1992
- Death on Delivery, 1943
- Fur Jacket, 1943 (tit.alt. "The Mathematics of Murder", "The Body of a Well-Dressed Woman" , "What the Well-Dressed Corpse Will Wear")[6]
  - La matematica del delitto, GEQ n.55, 1954
  - La pelliccia, in La luce alla finestra, Mondadori, 1992
- They Call Me Patrice, 1943 (versione originale di I Married a Dead Man)
- An Apple a Day, 1944
  - Caccia al bottino, CGM, 1957
  - Una mela al giorno, in Ossessione, Mondadori, 1990
- One Night in Hollywood[7], 1944 (tit.alt. "Picture Frame" , "Dead Shot")
  - Una notte a Hollywood, in Sei notti di mistero, GM 2201, 1991
- The Girl Who Married Royalty, 1945
- Dipped In Blood, 1945 (tit.alt. "Fountain Pen" , "Adventures of a Fountain Pen")
  - Le avventure di una penna stilografica, in Apocalisse gialla, Mondadori, 1974
- Four Bars of Yankee Doodle, 1945 (base per Strangler's Serenade)
- The Man Upstairs, 1945
  - Le due facce della verità, in Apocalisse gialla, Mondadori, 1974
- Silent as the Grave, 1945
  - Muta come una tomba, in La luce alla finestra, Mondadori, 1992
- The Light in the Window, 1946
  - La luce alla finestra, in La luce alla finestra, Mondadori, 1992
- The Boy Cried Murder, 1947 (tit.alt. Fire Escape)
  - Scala antincendio, in La settima moglie di Barbablù, GM 2369, 26 giugno 1994
- Death Escapes the Eye, 1947 (revisionato come Murder, Obliquely, 1958)
  - La porta chiusa, in Angeli nel buio, Mondadori, 1978
  - Indirettamente omicidio, in Questa notte, da qualche parte a New York, Kowalski, 2009
- One Night in Barcelona, 1947
  - Una notte a Barcellona, in Vortice di paura, Mondadori, 1987
- Death Between Dances, 1947
  - Canzone d'amore, REQ/GM n.1558, 10 dicembre 1978 , EQEG 1984
- The Blue Ribbon, 1949
- Husband, 1949
  - Il marito della diva, in Misteri a Hollywood, Speciali del Giallo Mondadori n. 101, marzo 2022

## 1951-1968
- Strangler's Serenade, 1951
  - Dinastia di morti, in Ossessione, Mondadori, 1990
- The Moon of Montezuma, 1952
  - La luna di Montezuma, in Musica dalle tenebre, Mondadori, 1982
- The Night of February 17,1924, (tit.alt. The Black Bargain) unico capitolo di Hotel Room (1958) apparso su rivista, nel 1956
  - La notte del 17 Febbraio 1924, in Questa notte, da qualche parte a New York, Kowalski, 2009
- The Night of June 20, 1896, 1958
- The Night of April 6, 1917, 1958
- The Night of November 11, 1918, 1958
- The Night of October 24, 1929, 1958
- The Night of September 30, 1957, 1958
- The Night of December 6, 1941, 1958
- The Penny-a-Worder, 1958 (tit.alt.: "A Penny for Your Thoughts" , "The Pulp Writer")
  - Gertie lo tradirà, GM, 1959
  - Una storia da quattro soldi, in Vortice di paura, Mondadori, 1987
  - Un centesimo a parola, in Questa notte, da qualche parte a New York, Kowalski, 2009
- Somebody's Clothes - Somebody's Life, 1958 rivisto in Somebody Else's Life (tit.alt. Which Is You? Which Is I?)
  - La vita di un'altra, in Musica dalle tenebre, Mondadori, 1982
- The Number's Up, 1959
  - La stanza d’albergo n.116, in Vortice di paura, Mondadori, 1987
  - È uscito il tuo numero, in Questa notte, da qualche parte a New York, Kowalski, 2009
- Blonde Beauty Slain, 1959 (tit.alt.: Newspaper Headline)
  - Quel che capita alle "bionde", in appendice a Non ti darò respiro, di Ben Benson, GM 545-546, 12-19 luglio 1959
  - Titolo di giornale, in Le due morti di Barney Slabaugh, GM 2587, 30 agosto 1998
- Money Talks, 1962
  - Sempre lo stesso, in appendice a Segugi si nasce, di Doris Miles Disney, 1962, GM 686, 25 marzo 1962
- One Drop of Blood, 1962
  - Appuntamento con il delitto, GM n.1090, 1969
  - Un’altra storia, un’altra vita, in Apocalisse gialla, Mondadori, 1974
- The Poker Player's Wife, 1962
- Story to be Whispered, 1963
- Working is for Fools, 1964 (versione radiofonica di Dilemma of the Dead Lady)
- Steps... Coming Near (come William Irish), 1964 (tit.alt. The Jazz Record)
  - La morte si avvicina (come William Irish), REQ 104/GM 804, 28 giugno 1964
  - La morte si avvicina, EQIG 1974-1975
  - Passi che si avvicinano, in Le due morti di Barney Slabaugh, GM 2587, 30 agosto 1998
- When Love Turns, 1964 (tit.alt. "Je t'aime" , "Four Sides to the Affair")
- Murder After Death, 1964
  - Omicidio post mortem, REQ 144/GM 982, 26 novernbre 1967
  - Due volte morta, EQEG 1976
- The Clean Fight, 1965
- I'm Ashamed, 1965
- Too Nice a Day to Die, 1966
  - Troppo felice per morire, in Vortice di paura, Mondadori, 1987
  - Un giorno troppo bello per morire, in Questa notte, da qualche parte a New York, Kowalski, 2009
- The Idol with the Clay Bottom, 1965
- It Only Takes a Minute to Die, 1966
  - Mr. Killare e Mr. Dade, REQ 135/GM 940, 5 febbraio 1967
  - Un minuto per morire, in Se i morti potessero parlare, GM 2476, 14 luglio 1996
- Mannequin, 1966
  - in Questa notte, da qualche parte a New York, Kowalski, 2009
- Divorce - New York Style, 1967 (tit.alt. The Synthetic Sleeping Partner)
  - Divorzio, stile New York, REQ 145/GM 984, 10 dicembre 1967
  - Uno strano divorzio, in Le due morti di Barney Slabaugh, GM 2587, 30 agosto 1998
- Intent to Kill, 1967
  - Intento di uccidere, in L'ultimo strip-tease, 1995
  - L'intento di uccidere, in Questa notte, da qualche parte a New York, Kowalski, 2009
- For the Rest of Her Life, 1968 (tit.alt. Now, I've Got You)
  - La prigioniera, in Angeli nel buio, Mondadori, 1978
  - Per il resto della vita, in Questa notte, da qualche parte a New York, Kowalski, 2009
- Life is Weird Sometimes, 1º capitolo dell'incompiuto Tonight, Somewhere in New York, (tit.alt. The Loser), (postumo)
  - L’ironia della sorte, in Il colore del nulla, Mondadori, 1987
  - in Questa notte, da qualche parte a New York, Kowalski, 2009
- Warrant of Arrest, 1968, capitolo dell'incompiuto Tonight, Somewhere in New York, (tit.alt. The Loser), (postumo)
  - in Questa notte, da qualche parte a New York, Kowalski, 2009
- The Release, 1968, (capitolo dell'incompiuto Tonight, Somewhere in New York, (tit.alt. The Loser), (postumo)
  - in Questa notte, da qualche parte a New York, Kowalski, 2009
- The Poor Girl, capitolo dell'incompiuto Blues of a Lifetime (postumo)
  - La povera ragazza, in Questa notte, da qualche parte a New York, Kowalski, 2009
- Even God Felt The Depression, capitolo dell'incompiuto Blues of a Lifetime (postumo)
  - Anche Dio sentiva la Depressione, in Questa notte, da qualche parte a New York, Kowalski, 2009
- New York Blues, (1970, postumo)
  - in New York Blues, Feltrinelli, 2006
- The Talent, (1971, postumo)

## Acronimi
- CGM, Capolavori dei Gialli Mondadori
- EQAG, Ellery Queen presenta Autunno Giallo, Arnoldo Mondadori Editore
- EQEG, Ellery Queen presenta Estate Gialla, Arnoldo Mondadori Editore
- EQIG, Ellery Queen presenta Inverno Giallo, Arnoldo Mondadori Editore
- GEQ, i Gialli di Ellery Queen
- GM, il Giallo Mondadori
- REQ, la Rivista di Ellery Queen